# Erycibe sinii
Erycibe sinii là một loài thực vật có hoa trong họ Bìm bìm. Loài này được F.C. How mô tả khoa học đầu tiên năm 1946.